# Freud - Passioni segrete
Freud - Passioni segrete (Freud: The Secret Passion) è un film del 1962, diretto dal regista statunitense John Huston.

## Trama
Tra il 1885 e il 1890, Sigmund Freud, con la collaborazione del professore Joseph Breuer, sviluppa le sue ricerche sulle nevrosi isteriche, sino ad elaborare la teoria del complesso di Edipo. Fondamentali nell'ottenere tali risultati sono la cura di Cecily Koertner, una paziente affetta da molteplici sintomi di origine nervosa (cecità e paralisi), nonché l'uso dell'autoanalisi nell'investigazione dei propri rapporti col defunto padre Jacob. Ciò avviene nell'incomprensione della moglie, e nell'ostilità ed irrisione dell'ambiente accademico viennese.

## Critica
Non è questo il primo film biografico di John Huston. Dieci anni prima, in Moulin Rouge, aveva narrato la vita del "maudit" Toulouse-Lautrec, grande esponente dell'impressionismo francese
Non si può affermare che il duplice rischio connesso da un lato alla banalizzazione della complessità dell'opera del grande medico viennese Sigmund Freud in una produzione spettacolare della Universal, e dall'altro alla rappresentazione al grande pubblico nel 1962 di temi come la sessualità infantile e il conflitto tra natura e società, sia completamente evitato nel film. Forse John Huston era in anticipo sui tempi. Di lì a poco, la rilettura dell'opus freudiano compiuta da Herbert Marcuse (ad es. in Eros e civiltà) sarebbe divenuta uno dei testi sacri per la generazione della rivoluzione sessuale.
Abbandonato, a causa della sua monumentalità - "sarebbero state necessarie otto ore di film" disse il regista - il soggetto proposto da Jean-Paul Sartre, Huston trasse dalla sceneggiatura di due uomini Universal, includendovi alcuni importanti suggerimenti del filosofo esistenzialista, un film di 165'. Per esigenze spettacolari, la produzione ridusse la durata a 140', mentre la versione per l'estero fu ulteriormente rimaneggiata a 120'. In un'intervista a The Times del 17 agosto 1969, il regista illustra così i risultati dei tagli: "...dopo che furono fatti i tagli (Freud) cessa di essere un investigatore superefficiente che lavora sempre con argomenti razionali sulla scorta dell'evidenza, e diventa un certo tipo di genio malato e ispirato che coglie le risposte giuste nel limbo dell'ispirazione".
L'interpretazione di un personaggio scostante, che alterna periodi di fredda determinazione e capacità di analisi, ad altri in cui appare sopraffatto dalla sofferenza che lo circonda e da ciò che l'autoanalisi gli rivela sui suoi rapporti coi familiari (in particolare l'odio inconscio per il padre), fu affidata a Montgomery Clift, che veniva da una recente collaborazione con Huston in Gli spostati. Per l'attore, ormai profondamente segnato nel fisico e nello spirito (sarebbe morto di lì a quattro anni) che pure si impegnò strenuamente nella realizzazione del film, fu un periodo molto difficile, contrassegnato da ripetuti contrasti col regista e dalla quasi perdita della vista a seguito di un incidente.
Determinante il bianco e nero di Douglas Slocombe, soprattutto ne "... la punta scura, in bilico tra l'acquaforte e il grezzo chiaroscuro dei vecchi film muti in pellicola ortocromatica, delle sequenze oniriche" (Morando Morandini, John Huston ed. Il castoro) in cui Freud, legato ad una corda, viene trascinato da un suo giovane paziente, Carl von Schlosser, da poco morto in manicomio, o dal Sigmund bambino, nell'esplorazione degli abissi dell'inconscio, cui egli cerca di sottrarsi, tagliando la corda.